# Михайловка (Чугуевский район, Харьковская область)
Михайловка (укр. Михайлівка) — село, Ивановский сельский совет, Чугуевский район, Харьковская область, Украина.
Код КОАТУУ — 6325483402. Население по переписи 2001 года составляет 206 (95/111 м/ж) человек.

## Географическое положение
Село Михайловка находится у истоков реки Гнилица, ниже по течению на расстоянии в 4,5 км расположено село Новая Гнилица. на расстоянии в 3 км — село Ивановка. Рядом проходит автомобильная дорога М-03.

## История
- 1939 — дата основания.
- В 1960-е годы село входило в Чкаловский сельсовет[1].

## Экономика
- Молочно-товарная ферма.